# Entosthodon obtusatus
Entosthodon obtusatus là một loài Rêu trong họ Funariaceae. Loài này được (Schimp.) Fife mô tả khoa học đầu tiên năm 1987.